# Federació de Comunitats Israelites d'Espanya
Federació de Comunitats Israelites d'Espanya és una organització jueva que integra totes les comunitats jueves espanyoles. Va ser fundada el 16 de juliol de 1982.
El 1992 aconseguí signar l'Acord de Cooperació amb l'Estat Espanyol. Destaca que organitzà junt a la Comissió Nacional del Cinquè Centenari de Sefarad 92 i organitzà l'acollida de refugiats sefardites de Sarajevo.